# 威尼斯宫

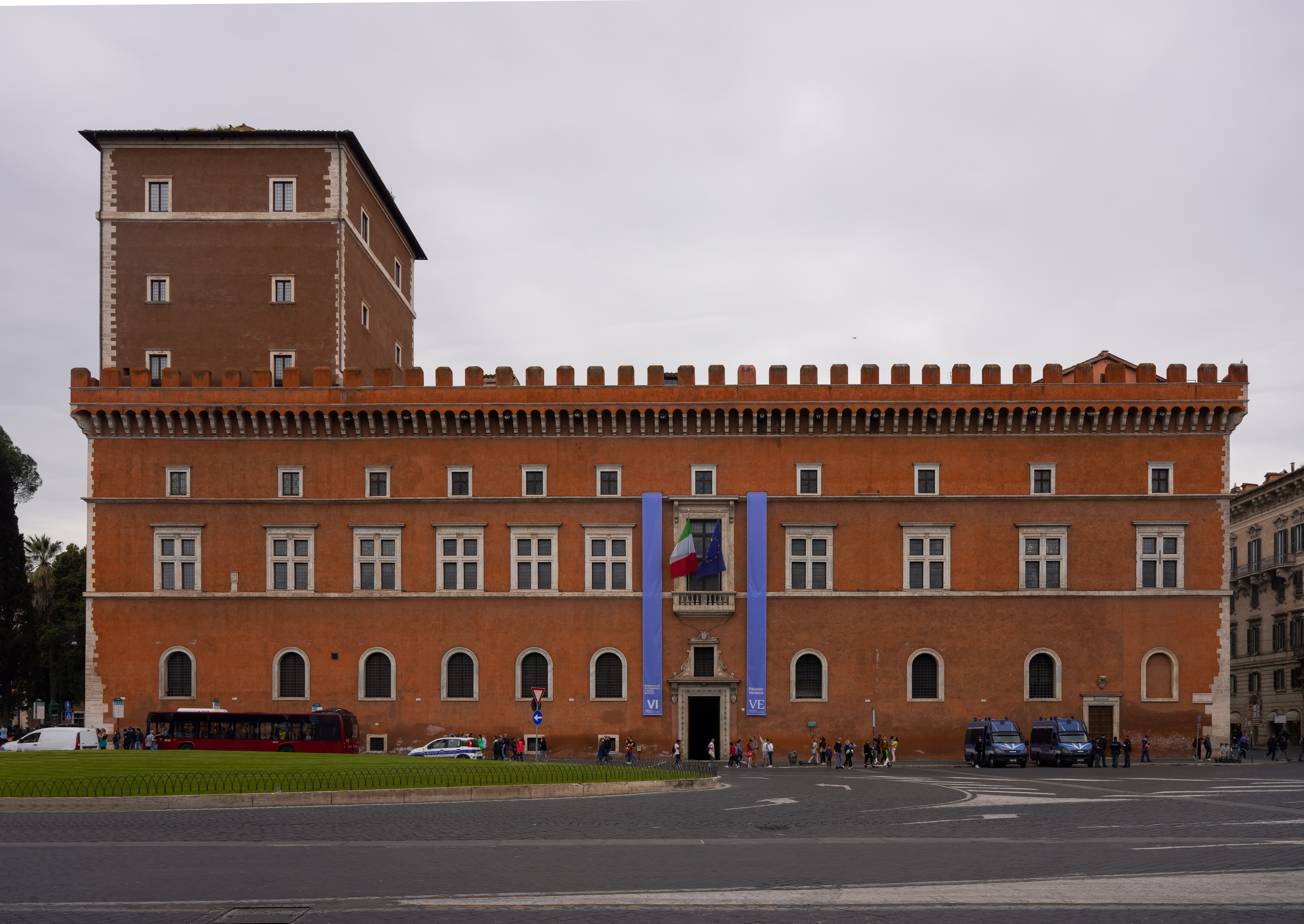
威尼斯宫（左侧）

威尼斯宫（義大利語：Palazzo Venezia）是意大利罗马市中心的一座宫殿，卡比托利欧山北侧。采用这一名称是因为它曾经充当威尼斯共和国使馆。
这座建筑始建于1455年，是罗马最早的文艺复兴建筑之一；立面右侧是中世纪塔楼。大部分石料取自附近的罗马斗兽场，直到最近几个世纪在罗马这是常见的做法。教宗保禄二世)居住于此，在此可以观看毗邻的科尔索路（Via del Corso）上的赛马场。 
这座建筑成为教宗住所，庇護四世将这座建筑的大部分给予威尼斯共和国用作使馆。在19世纪，这座建筑是奥匈帝国驻梵蒂冈使馆。
1917年，意大利获得这座建筑的所有权。意大利獨裁者墨索里尼的办公室设在Sala del Mappamondo，官邸也設在宮內，墨索里尼大多使用这座宫殿的阳台向聚集在威尼斯广场的人群演说。
威尼斯宫博物馆设在这座建筑内，包括美术馆，主要是从公元初到文艺复兴早期的陶器、织锦、雕塑。